# Удра (приток Клёца)
Удра — река в Смоленском районе Смоленской области России. Правый приток низовья Клёца.
Длина 27 км, площадь водосборного бассейна — 180 км².
Вытекает из болота у посёлка Банный Остров Смоленского района. В верхней половине течёт преимущественно на юго-запад, в нижней — на северо-запад. Устье на высоте 160 м над уровнем моря у деревни Семехи, где устроен пруд.